# Sara Däbritz
Sara Däbritz (Amberg, 15 de fevereiro de 1995) é uma futebolista alemã que atualmente defende o Paris Saint-Germain.

## Carreira
Däbritz começou sua carreira em sua cidade natal, quando o SpVgg Ebermannsdorf reconheceu o seu talento logo cedo. Depois de vários anos lá, ela foi aos 13 anos para o JFG Vilstal onde permaneceu por três anos e depois foi para o SpVgg Weiden. Após um breve período de um ano, ela foi, finalmente, para o SC Freiburg, onde ela permaneceu jogando no time B de juniores. Em 26 de fevereiro 2012 aconteceu a sua estreia na Bundesliga em uma derrota por 0 á 3 contra o Bayern de Munique. Um mês depois, em uma vitória por 3 á 0 contra o Lokomotive Leipzig, Däbritz marcou o seu primeiro gol.

### Seleção alemã
Däbritz foi convocada no dia 7 Abril de 2010 pela primeira vez para a seleção alemã sub-15 para ser testada no jogo contra os Países Baixos. No final de 2010, ela fez sua estreia pela equipe sub-17 e terminou o ano de 2011 em terceiro lugar no Campeonato Europeu. Em 2012 ela conseguiu uma vaga para ser a capitã, mais uma vez, para o Campeonato Europeu. Ela estava com sua equipe na conquistar do título em uma vitória na final contra a França nos pênaltis. Em setembro de 2012, ela foi convocada pela treinadora Anouschka Bernhard para a Copa do Mundo Sub-17 no Azerbaijão. Lá, ela e sua equipe conquistaram o 4º lugar.